# Qızılağac Qoruğu
Qızılağac Qoruğu är ett naturreservat i Azerbajdzjan.   Det ligger i distriktet Lənkəran Rayonu, i den sydöstra delen av landet, 150 km sydväst om huvudstaden Baku.